# Kameno (Šentjur, Slovenija)
Kameno je naselje u slovenskoj Općini Šentjuru. Kameno se nalazi u pokrajini Štajerskoj i statističkoj regiji Savinjskoj. 

## Stanovništvo
Prema popisu stanovništva iz 2002. godine naselje je imalo 125 stanovnika.